# Тадуличи
Тадуличи (бел. Тадулічы) — деревня в Червенском районе Минской области Беларуси. Входит в состав Ляденского сельсовета.

## Географическое положение
Находится в 8 километрах к северу от железнодорожной станции Гродянка на линии Гродянка-Верейцы, в 23 км к юго-востоку от Червеня, в 85 км от Минска.

## История
Населённый пункт известен с XIX века. На 1845 год входили в состав Игуменского уезда Минской губернии и относились к имению Богушевичи, принадлежавшему Чеславу Свенторжецкому. В 1858 году здесь жили 25 человек. Согласно переписи населения Российской империи 1897 года, околица в составе Якшицкой волости, насчитывавшая 8 дворов и 61 жителя. В начале XX века деревня, где было 9 дворов, население осталось прежним. На 1917 год деревня насчитывала 15 дворов, где жили 85 человек. С февраля по декабрь 1918 года деревня была оккупирована немцами, с августа 1919 по июль 1920 — поляками. 20 августа 1924 года вошла в состав вновь образованного Старо-Ляденского сельсовета Червенского района Минского округа (с 20 февраля 1938 — Минской области). Согласно переписи населения СССР 1926 года насчитывалось 15 дворов, проживали 92 человека. В 1930 году в деревне был организован колхоз «Новый быт», на 1932 год в его состав входили 10 крестьянских дворов. Во время Великой Отечественной войны деревня была оккупирована немецко-фашистскими захватчиками в июле 1941 года, 8 её жителей погибли на фронтах. Освобождена в июле 1944 года. На 1960 год население Тадуличей составило 68 человек. В 1980-е годы деревня относилась к совхозу «Ляды». На 1997 год здесь было 15 домов и 23 жителя. На 2013 год 6 круглогодично жилых домов, 8 постоянных жителей. На 2024 год 2 постоянных жителей.

## Население
- 1858 — 25 жителей
- 1897 — 8 дворов, 61 житель
- начало XX века — 9 дворов, 61 житель
- 1917 — 15 дворов, 85 жителей
- 1926 — 15 дворов, 92 жителя
- 1960 — 68 жителей
- 1997 — 15 дворов, 23 жителя
- 2013 — 6 дворов,  8 жителей
- 2024 – 2 жителя